# John Spike
John Thomas Spike (New York City, 8 novembre 1951) è uno storico dell'arte, autore e consulente statunitense, specializzatosi nei periodi del Rinascimento e del Barocco Italiano.
È inoltre un importante critico di arte contemporanea ed è stato direttore della Biennale di Firenze. Nel 2007, Spike è stato designato alla Facoltà di Storia dell'Arte Sacra per il corso sui fondamenti della storia dell'arte cristiana nel master organizzato congiuntamente dall'università Europea di Roma e dall'Athenaeum Pontificio Regina Apostolorum.

## Infanzia, gioventù e vita personale
Spike è cresciuto a New York City e Tenafly, New Jersey ed è stato amico e compagno di classe dell'attore Ed Harris alla High School di Tenafly. Suo padre era il Rev. Robert Spike, un'importante figura del movimento di diritti civili negli anni sessanta. Suo fratello è Paul Spike, giornalista, scrittore e primo statunitense ad essere redattore della rivista satirica britannica Punch. Dopo gli studi all'università di Wesleyan, nel 1979 ottiene il Ph.D. in storia dell'arte all'Università di Harvard. La sua tesi costituisce il primo studio completo sull'importante pittore caravaggista Mattia Preti (1613-1699). E proprio in merito agli studi su Preti, Spike ha successivamente ricevuto la cittadinanza onoraria di Taverna, città natale di Preti. Dal 2009 vive a Firenze, in Italia, con sua moglie Michèle Kahn Spike, avvocato e autrice di Matilda della Toscana; la coppia ha un figlio, Nicholas.

## Carriera come storico dell'arte
Nel corso della sua carriera, Spike ha organizzato mostre d'arte e tenuto conferenze presso importanti musei in tutto il mondo: la Pinacoteca Nazionale, Bologna; la Galleria degli Uffizi e la Biblioteca Nazionale Centrale, Firenze; il Museo d'Arte di Kimbell, Fort Worth; la biblioteca di Pierpont Morgan ed il Metropolitan Museum of Art, New York; il Musée du Louvre, Parigi; la Staatsgalerie Stuttgart, Stuttgart; il National Museum of Fine Arts, La Valletta e la National Gallery of Art in Washington, DC. Inoltre ha tenuto conferenze a Harvard, Yale, all'Università di Princeton e all'Università di Malta. È consulente di due musei italiani, il Museo Civico di Taverna, il Museo Civico di Urbania, nonché del Museo della cattedrale di Mdina e del National Museum of Fine Arts, La Valletta, Malta. Nel 2006 Spike è stato nominato membro del Board del Muscarelle Museo d'Arte al College of William and Mary, Williamsburg, Virginia, una delle più antiche e prestigiose università americane.
Fra i libri che Spike ha pubblicato sul Rinascimento fiorentino vi sono Masaccio (Abbeville Press, 1996) e Fra Angelico (Abeville Press 1997), entrambi anche disponibili in edizioni italiane ed in francese. Il suo Fra Angelico, che è anche pubblicato in un'edizione tedesca della Hirmer Verlag, è stato nominato “libro d'arte dell'anno 1997" dai giornali Hearst negli U.S.A. Spike ha inoltre pubblicato una monografia su Caravaggio nel 2001 più volte ristampata. Numerosi i suoi articoli e note su Caravaggio e Mattia Preti per riviste d'arte, come Treasures of Malta. Spike è membro del consiglio internazionale di FMR e Art and Antiques. I suoi contributi alla cultura ed alla storia sono stati riconosciuti in Italia col conferimento del Premio Anthurium, 1998, la medaglia annuale dell'Accademia delle Belle Arti di Messina, 2001, il Premio Anassilaos, 2002 e l'Uomo Dell'Anno della Tuscan American Foundation, Firenze, 2006. Attualmente sta lavorando ad una nuova importante e dettagliata biografia di Michelangelo.

## Carriera come critico di arte contemporaneo
Spike ha scritto note per libri e cataloghi delle mostre su molti artisti contemporanei, sia a New York City che in Italia. Oltre alla sua biografia di Michelangelo, attualmente sta seguendo la produzione del catalogo ragionato su Richard Anuszkiewicz, il principale artista statunitense del movimento artistico Op Art. Degno di nota è stato il contributo all'arte contemporanea che Spike ha dato con la sua attività a favore della Biennale Internazionale dell'Arte Contemporanea di Firenze, conosciuta più comunemente in inglese come la Florence Biennial. È stato un membro della giuria per la mostra inaugurale nel dicembre 1997 e da allora in poi è stato direttore dal 1998 al 2005. Nel 2005, è stato il solo giurato della Biennale di Turku, a Turku, Finlandia, ed è stato nominato membro della giuria per la Triennale dell'India a Nuova Delhi.

## Opere
Libri e cataloghi di mostre su arte ed artisti prima del 1800
- Dissimilar Revelations. Saggi sull'arte neolitica, sul Fra Angelico, Velázquez, Goya e Cézanne. Edgewise, New York, 62 pp. con 8 illustrazioni in b/n., 2003.
- Pitture e documenti di Gregorio Preti, con l'assistenza di Nicholas Spike, Centro Di, Firenze, 2003.
- Il Senso del Piacere. Una collezione di nature morte. Skira, Milano, 230 pp. con 140 foto a colori e numerosi illustrazioni in b/n., 2002.
- Caravaggio. Abeville Press, New York, 272 pp. con 150 foto a colori e 20 illustrazioni in b/n., più CD-ROM, 2001.
- Il Corteo Trionfale di Carlo V di Nicolaus Hogenberg. Un capitolo del Rinascimento in un'acquaforte delle collezioni roveresche. Catalogo della Mostra, Palazzo Ducale, Urbania, 92 pp. di Catalogo con 100 illustrazioni in b/n, 1999.
- Mattia Preti. Catalogo ragionato sui dipinti. [Di Centro, Firenze, per Il Comune di Taverna], 454 pp. con 108 foto a colori + 460 illustrazioni in b/n, 1999.
- Mattia Preti e l'Ordine di San Giovanni tra la Calabria e Malta. Catalogo della Mostra, Museo Civico, Rende, 26 marzo - 12 giugno 1999, 95 pp. con 11 foto a colori.
- L'Idea del Soggetto. Illustrazioni di Mattia Preti (1613-1699). Catalogo della Mostra, National Museum of Fine Arts, Valletta, Malta, 23 dicembre 1998-16 febbraio 1999, 35 pp. di Catalogo con 40 foto colori.
- Mattia Preti. I documenti / The Collected Documents. [Centro Di, Firenze per la Banca di Credito Cooperativo della Sila Piccola - Taverna], 285 pp. con 30 foto colori e 120 illustrazioni in bianco e nero, 1998.
- Catalogo delle Opere di Mattia e Gregorio Preti a Taverna, Museo Civico di Taverna [Centro Di, Firenze, italiano/ English ed. bilingue], 137 pp., 50 foto colori, 1997.
- Disegni - Fonti - Ricerche per la maiolica rinascimentale di Casteldurante, Edizioni Biblioteca e Civico Museo di Urbania [Il Lavoro Editoriale], a cura di Gian Carlo Bojani e John T. Spike, 142 pp. con 44 foto colori e 57 illustrazioni in bianco e nero, 1997.
- Masaccio, Fabbri Editori, 1995, 244 pp. con 97 foto colori e 96 illustrazioni in bianco e nero. (Edizione Francese: Éditions Liana Levi, Paris; Edizione Americana, 1996: Abbeville Press, New York).
- Fra Angelico, Fabbri Editori, 1996, 280 pp. con 90 foto colori e 285 illustrazioni in bianco e nero(Edizione Francese: Éditions Liana Levi, Paris; Edizione Americana, 1997: Abbeville Press, New York; Edizione Tedesca, 1997: Hirmer Verlag, München).
- Catalogue of Italian Paintings in the Cincinnati Art Museum, Cincinnati, Ohio, 1993, 112 pp. con 31 foto colori e 42 illustrazioni in bianco e nero.
- A Connoisseur's Guide to the Met, con Paul Magriel, Random House, New York, 1988, 235 pp. con 100 illustrazioni in bianco e nero.
- The Age of Monarchy, The Metropolitan Museum of Art, New York, and The Franklin Mint, Edizione Giapponese, 1987; Edizioni Inglese e Francese, 1988.
- Giuseppe Maria Crespi and the Emergence of Genre Painting in Italy, The Kimbell Art Museum, Fort Worth, Texas, 1986, 245 pp. con 52 foto colori e 111 illustrazioni in bianco e nero.
- Aspects of Sculpture: the Paul Magriel Collection, The Guild Hall Museum, Easthampton, New York, 1985, 103 pp. con 19 foto colori + 72 illustrazioni in bianco e nero.
- Baroque Portraiture in Italy: Works from North American Collections, The John and Mable Ringling Museum of Art, Sarasota, FL., 1984, 214 pp. con 19 foto colori e 130 illustrazioni in bianco e nero.
- Italian Still Life Paintings from Three Centuries, National Academy of Design, New York, 1983, 149 pp. con 50 foto colori + 87 illustrazioni in bianco e nero.
- The Illustrated Bartsch, Volumes 41, 42, 43 (precedentemente Bartsch, Le peintre-graveur, Volume XIX), Abaris Books, New York, 1981, 1982; Volume 30 (precedentemente XV, part 3), 1985. Co-editor, Volumes 28, 29 (precedentemente XV, parts 1 and 2), 1985, 1986.
- Italian Baroque Paintings from New York Private Collections, The Art Museum, Princeton University, con Princeton University Press, 1980, 127 pp., copertina a colori e 71 illustrazioni in bianco e nero.

Libri e cataloghi di mostra su arte ed artisti dopo 1800
- Angel Ramiro Sánchez, Grenning Gallery, Sag Harbor, NY, impaginato con 26 foto colori, 2003.
- Dennis Campay: New Paintings, Lagerquist Gallery, Atlanta, Georgia, 120 pp. con 62 foto colori, 2002.
- Angel Orensanz Disegni: 1991-2000, Catalogo della Mostra, Galleria d'Arte Contemporanea di Palazzo Ducale, Pavullo, 64 pp. con 82 foto colori, 2 giugno - 1º luglio 2001.
- Rossano Naldi (1913-1994), Biblioteca Nazionale Centrale di Firenze. catalogo della mostra. 1998. [italiano/ English ed. bilingue], 80 pp. con 59 foto colori + 78 illustrazioni in bianco e nero.
- Fairfield Porter: An American Classic, Harry N. Abrams, Inc., New York, 1992, 320 pp. con numerose foto colori e illustrazioni in bianco e nero